# 禾串树
禾串树（学名：Bridelia insulana）为大戟科土蜜树属下的一个种。

## 扩展阅读
- 維基物種上的相關：禾串树